# 南淡町

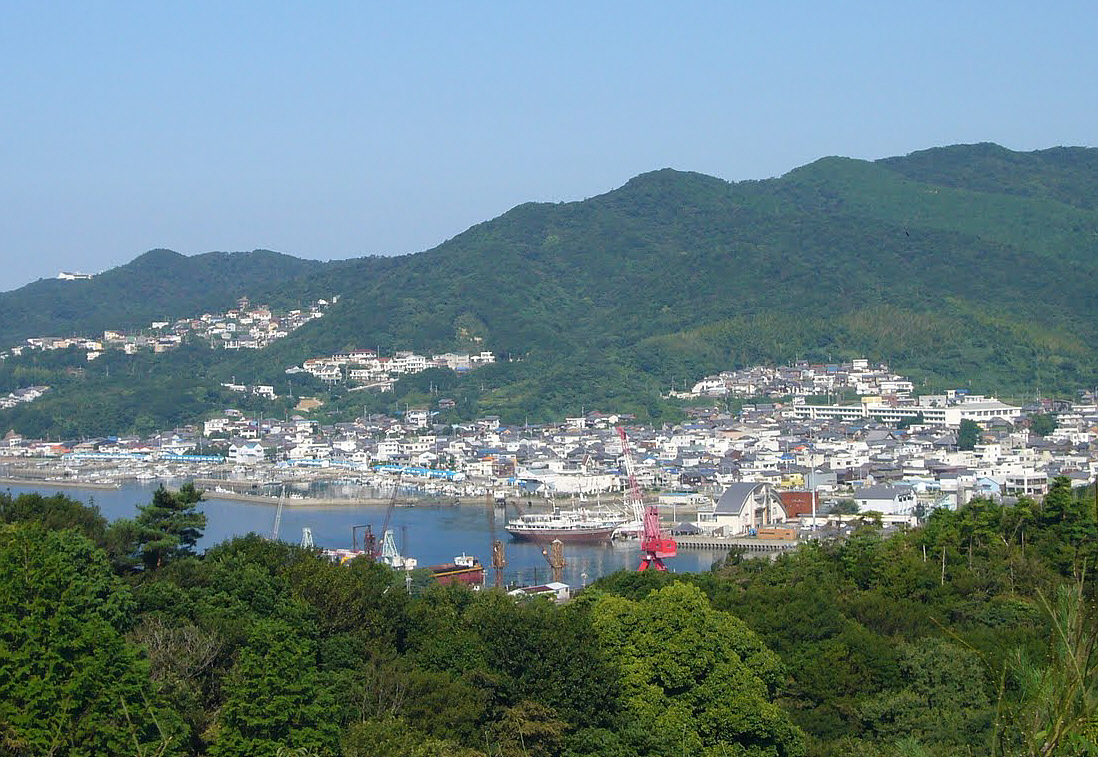
南淡町中心部

南淡町（なんだんちょう）は、兵庫県（淡路島）にかつて存在した町。同島南西部と沼島で構成されていた。
2005年（平成17年）1月11日、三原郡の他3町と合併して南あわじ市となったため消滅した。

## 地理
兵庫県南端に位置し、瀬戸内海（播磨灘）と太平洋の両方に面している。
- 山: 諭鶴羽山、南辺寺山
- 河川: 牛内川、大日川、山路川、塩屋川、本庄川、鴨路川
- 海: 鳴門海峡、紀伊水道

### 隣接していた自治体
- 洲本市、三原郡西淡町、三原町
- 徳島県鳴門市（鳴門海峡を挟んで）

## 歴史
- 1955年（昭和30年）4月7日 - 賀集村・北阿万村・阿万町・灘村が合併して南淡町が発足。
- 1955年（昭和30年）
  - 4月29日 - 南淡町・福良町・沼島村が合併し、改めて南淡町が発足。
  - 11月9日 - 沼島で大火。163戸のうち110戸が全焼[1]。
- 2005年（平成17年）1月11日 - 緑町・西淡町・三原町と合併して南あわじ市が発足。同日南淡町廃止。

## 行政
- 歴代町長
  - 藤平 保 1955年5月20日 - 1959年5月19日
  - 森 勝 1959年5月20日 - 1979年5月19日
  - 江本 卓爾 1979年5月20日 - 1991年5月19日
  - 福島 穣作 1991年5月20日 - 1995年5月19日
  - 坂川 一弘 1995年5月20日 - 1999年5月19日
  - 森 紘一 1999年5月30日 - 2005年1月10日

## 経済

### 産業
- 主な産業
  - 農業
    - 水稲・玉葱・白菜・レタス・キャベツ等の栽培を中心に三毛作体系が確立
    - 南斜面で電照菊・水仙等の花卉・みかん・びわの栽培

  - 漁業
    - 近くに好漁場が多く高級魚の水揚げも多い
    - 栽培漁業も盛んである

  - 工業
    - 三洋エナジー南淡（旧 南淡電機）
    - パイオニア淡路工場 など
- 産業人口（2000年国勢調査）
  - 総数 10,973人
  - 第1次産業 2,761人(25.2%)
  - 第2次産業 3,222人(29.4%)
  - 第3次産業 4,979人(45.4%)
  - 昼夜間人口比 92.2%

## 姉妹都市・提携都市

### 国内
- 三石町（北海道）
- 葛巻町（岩手県）
- 能生町（新潟県）
- 大野市（福井県）

### 海外
- セライナ市（アメリカ合衆国 オハイオ州）
  - 1996年 国際姉妹都市提携

## 地域

### 教育
町内に高等学校はなく、町内の生徒の多くは隣の三原町の高校に通っている。それらの高校において、旧三原郡各町と比べ、同町からの通学者は最も多い。
かつては町内に兵庫県立洲本高等学校南淡分校があったが、三原西分校に統合されたのち、兵庫県立志知高等学校（三原町）となった。

#### 中学校
- 南淡町立南淡中学校
- 南淡町立沼島中学校

#### 小学校
- 南淡町立福良小学校
- 南淡町立賀集小学校
- 南淡町立北阿万小学校
- 南淡町立阿万小学校
- 南淡町立灘小学校
- 南淡町立沼島小学校

## 交通

### 鉄道路線
町内を鉄道は通っていない。

#### 廃止された鉄道路線
- 淡路交通
  - 鉄道線（1966年10月1日廃止）：賀集駅 - 御陵東駅 - 福良駅

### 道路
- 高速道路：神戸淡路鳴門自動車道 （町内を通るのは大鳴門橋北詰付近のみ）
  - 西淡三原インターチェンジ（西淡町）→兵庫県道31号福良江井岩屋線を南へ→三原町経て→南淡町内
  - 淡路島南インターチェンジ（西淡町）→兵庫県道25号南淡西淡線を南へ→南淡町内
- 一般国道：国道28号
- 都道府県道：
  - 主要地方道
    - 兵庫県道25号南淡西淡線（うずしおライン）
    - 兵庫県道31号福良江井岩屋線（淡路サンセットライン）
    - 兵庫県道76号洲本南淡線（南淡路水仙ライン）

  - 一般県道
    - 兵庫県道237号鳴門観潮線（うずしおライン）
    - 兵庫県道479号福井八幡線
    - 兵庫県道482号沼島線
    - 兵庫県道535号灘三原線（諭鶴羽神社〜諭鶴羽ダム間は歩行者専用。車両は上田林道へ迂回）
- 農道：オニオンロード（南淡路広域農道）

### 船舶
- 福良港
  - 観潮船が運航されている（要予約）:かつては鳴門市の撫養港への航路があったが、大鳴門橋の開通に伴い廃止となった。
- 土生（はぶ）港:沼島への航路がある（1日10往復）。このほか沼島へは洲本港からも1日1往復運航されている。

### 一般バス
- 淡路交通
- らん・らんバス

## 名所・旧跡・観光スポット・祭事・催事
- 淳仁天皇陵
- 賀集八幡神社
- 諭鶴羽神社
- 大鳴門橋
- 鳴門岬公園
- 灘黒岩水仙郷
- 国立淡路青少年交流の家 - 青少年用教育・研修施設

## 出身有名人
- 上沼恵美子（タレント）
- 黒田徳米（貝類学者）
- 立川雲平（衆議院議員・弁護士）
- 田中正平（音響学者・物理学者）
- 鶴澤友路（義太夫節・人間国宝）
- 樋口季一郎（陸軍中将）
- 平瀬與一郎（貝類学者）
- 平瀬信太郎（貝類学者）
- 鳴門海一行（元竹縄親方）
- 正木健人（柔道家）
- 松浦宏治（元プロサッカー選手）
- 綿貫佐民（政治家・実業家）